# Laverna
Laverna es una deidad romana protectora de los ladrones y los impostores. Es citada por autores como Plauto, Lucilio, Horacio, Arnobio, Varrón y el Pseudo Acron. 
Tenía una cueva consagrada a su culto en la vía Salaria y un altar propio en la puerta Lavernalia (puerta que cogía el nombre de la deidad). Su nombre, probable contracción de Lativerna, podría derivar del verbo latere, el griego λαβεῖν y el sánscrito labh, o de levare y levator (ladrón).